# Caso Costela
El 5 de enero de 2022, Costela, un perro, fue muerte a golpes por Washington Álvaro de Oliveira, servidor público municipal, en un garaje colectivo ubicado en la Rua Benjamin Constant en la ciudad de Rio Grande, Rio Grande do Sur. El crimen habría sido motivado por los ruidos que hizo en el garaje colectivo donde fue golpeado.
Tras las investigaciones, Washington Oliveira fue condenado a 6 años, 3 meses y 18 días de prisión por el delito de malos tratos.
El crimen ocurrió 4 años después del Caso Manchinha, que tuvo repercusión nacional e internacional.

## Crimen y desarrollos
Costela fue un perro Bulldog, cuya muerte presuntamente fue provocada por los ruidos que hacía en el garaje colectivo donde lo golpeaban. El animal sucumbió a sus heridas y su muerte fue ampliamente descrita como un acto de crueldad animal.
El autor del crimen fue detenido luego de investigaciones que sustentaron una denuncia del Ministerio Público de Rio Grande do Sul, que fue aceptada por el Tribunal Estatal.

## Repercusión
Cuando la noticia de la muerte del perro se difundió en Internet, varios artistas, parlamentarios y miembros de la sociedad civil reaccionaron con indignación. En internet, muchos compararon la historia de Costela con casos de maltrato a otros perros, como el caso Manchinha, quien involucró a un perro callejero que murió el 28 de noviembre de 2018, luego de ser envenenado y asesinado a golpiza.
Vecinos de la zona y líderes de movimientos sociales realizaron una manifestación tras las repercusiones del crimen.